# Mogalahalli, Molakalmuru
Mogalahalli là một làng thuộc tehsil Molakalmuru, huyện Chitradurga, bang Karnataka, Ấn Độ.